# Anne Siemens
Anne Ameri-Siemens (* 6. März 1974 in Frankfurt am Main) ist eine deutsche Autorin.

## Leben
Anne Siemens hat Politikwissenschaft studiert und sich viele Jahre mit dem deutschen Linksterrorismus befasst. Sie war vom Mai 1998 bis Oktober 2001 Autorin beim Magazin jetzt der Süddeutschen Zeitung, von  Oktober 2001 bis Dezember 2007 Autorin der SZ-Wochenendausgabe, von April 2007 bis September 2008 Autorin beim NDR, und ist als freie Autorin unter anderem für die Frankfurter Allgemeine Zeitung, Süddeutsche Zeitung und den Tagesspiegel tätig. Außerdem ist sie Lehrbeauftragte an der Ludwig-Maximilians-Universität München.
Bundesweite Aufmerksamkeit erreichte ihr im Februar 2007 erschienenes Buch Für die RAF war er das System, für mich der Vater. In ihm kommen Hinterbliebene von Opfern des Linksterrorismus zu Wort. Die Frankfurter Allgemeine Zeitung veröffentlichte vorab Auszüge. FAZ-Herausgeber Frank Schirrmacher widmete dem Buch einen umfassenden Artikel auf der Titelseite des Feuilletons. Auch in allen anderen wichtigen Tageszeitungen und Magazinen erschienen Rezensionen. Die Zeit hob die „neue Perspektive“ des Buches hervor. Die taz sprach von einem „bemerkenswerten Buch“. Siemens erhielt für dieses Buch den Literaturpreis Corine in der Kategorie Sachbuch.
Im Januar 2008 wurde sie mit dem Journalistenpreis Goldener Prometheus ausgezeichnet. Für die ARD/NDR-Dokumentation Wer gab Euch das Recht zu morden?, die Verfilmung ihres Buchs über die Opfer der RAF, war sie 2008 außerdem für den Grimme-Preis nominiert. Die FAZ lobte den Film als „herausragende Dokumentation“. Die Zusammenarbeit mit dem NDR setzte Ameri-Siemens fort: Ihre Dokumentation Die hielten uns für Spinner – als Eltern Erziehung neu erfanden wurde im September 2008 gesendet.
2016 interviewte sie Hans-Christian Ströbele zum von Ströbele kritisierten Buch Ströbele: Die Biografie. des taz-Autors Stefan Reinecke.

## Werke
- Anne Maria Siemens: Durch die Institutionen oder in den Terrorismus – Die Wege von Joschka Fischer, Daniel Cohn-Bendit, Hans-Joachim Klein und Johannes Weinrich. München 2005 (Dissertation).
- Anne Siemens: Für die RAF war er das System, für mich der Vater – Die andere Geschichte des deutschen Terrorismus. Piper Verlag, 2007, ISBN 978-3-492-05024-1.
- Anne Ameri-Siemens: Auf bald, Teheran – Die Fürstentochter Azar und der Kampf für die Freiheit im Iran. Piper, 2009, ISBN 978-3-492-05227-6.
- Essay auf der Homepage der Bundeszentrale für politische Bildung, 24. September 2007: Die Opfer der RAF
- Anne Ameri-Siemens: Ein Tag im Herbst. Die RAF, der Staat und der Fall Schleyer. Rowohlt Berlin, 2017, ISBN 978-3-87134-834-1.
- Anne Ameri-Siemens: Die Frauen meines Lebens. Frauen erzählen von ihren Heldinnen, Vorbildern und Wegbegleiterinnen. Rowohlt Berlin, 2021, ISBN 978-3-7371-0127-1.